# Megachernes mongolicus
Megachernes mongolicus är en spindeldjursart som först beskrevs av Vladimir V. Redikorzev 1934.  Megachernes mongolicus ingår i släktet Megachernes och familjen blindklokrypare. Inga underarter finns listade i Catalogue of Life.